# Ron Monsegue
Ronald S. (Ron) Monsegue (17 mei 1942) is een voormalige sprinter uit Trinidad en Tobago, die zich in de 100 m specialiseerde.
Op de Pan-Amerikaanse Spelen 1967 eindigde hij als zevende op de 100 m, vierde in de 4 x 100 m estafette en zesde in de 4 x 400 m estafette. Hij deed ook mee aan de Olympische Zomerspelen van 1968 in Mexico-Stad, maar werd hierbij in de series met 10,5 uitgeschakeld.
Hij behaalde zijn diploma aan het Moorhead State College, Minnesota, Verenigde Staten.

## Palmares

### 100 m
- 1967: 7e Pan-Amerikaanse Spelen - 10,8 s
- 1968: 5e in serie OS - 10,5 (wind)

### 4 x 100 m
- 1967: 4e Pan-Amerikaanse Spelen - 40,1 s

### 4 x 400 m
- 1967: 6e Pan-Amerikaanse Spelen - 3.10,8